# Get You
Get You – singel rosyjskiego piosenkarza Aleksieja Worobjowa napisany przez samego artystę we współpracy z Nadirem „RedOne’em” Khayatem, Achrafem „AJ Juniorem” Janussim, Bilalem „The Chefem” Hajjim i Erikiem Sanicolą oraz wydany w 2011 roku.
W 2011 roku utwór reprezentował Rosję podczas 56. Konkursu Piosenki Eurowizji organizowanego w Düsseldorfie. 10 maja numer został zaprezentowany przez Worobjowa w pierwszym półfinale widowiska i z dziewiątego miejsca awansował do finału, w którym zajął ostatecznie szesnaste miejsce z 77 punktami na koncie.